# Zawody poetyckie Tsiattista
Zawody poetyckie Tsiattista na Cyprze – turnieje improwizowanej rymowanej poezji zwanej Tsiattista, często przy akompaniamencie skrzypiec lub lutni. 
W  pojedynku poetyckim jeden poeta próbuje prześcignąć drugiego wersetami składającymi się z rymowanych kupletów. Tradycja zawodów poetyckich jest od dawna popularnym elementem wesel, jarmarków i innych publicznych uroczystości, podczas których publiczność zachęca poetów do występów. 

## Forma
Najczęściej spotykaną postacią metryczną jest piętnastosylabowy wers jambiczny w rymowanym kuplecie. 
Poeta może używać także wersów ośmio–, sześcio– lub nawet dziewięciosylabowych. 
W dawnej tradycji uczestniczyli w turniejach ludzie nieznający pisma, przekazując swoje rymy wyłącznie ustnie, bez pośrednictwa zapisu.
Dwuwersy posiadają często formę rozpoczynającą się od stałego powtarzalnego motywu, który trzeba dopowiedzieć, a kończą także powtarzalną formułą kończącą. 

## Uczestnicy
Współcześnie poeci to głównie starsi mężczyźni, ale ostatnio w turniejach zaczęły występować utalentowane kobiety – poetki. Poeci muszą władać dialektem grecko-cypryjskim, posiadać dużą wiedzę na temat popularnej poezji cypryjskiej i mieć umiejętność odtwarzania starszych, znanych już formuł Tsiattisty. Przede wszystkim jednak potrafią zaimprowizować nowy dwuwiersz na określony temat w ramach bardzo ścisłego ograniczenia czasowego oraz są gotowi na szybką odpowiedź na wersy przeciwnika.

## Kultura
Tradycja Tsiattista została w 2011 roku wpisana na listę niematerialnego dziedzictwa UNESCO. Obok tradycji koronkarskich z Lefkary jest jedną z wyróżniających się atrakcji kulturalnych Cypru.